# Mesetas de la cuenca del río Putumayo
Las mesetas de la cuenca del río Putumayo son una serie de accidentes geográficos presentes en la provincia de Putumayo, al noreste del departamento de Loreto, Perú.

## Historia
Las mesetas fueron descubiertas en 2009 por miembros del Museo Field de Historia Natural de Estados Unidos mientras realizaban una expedición a los territorios del pueblo amerindio Maijuna.
Los Maijuna y el Museo Field de Historia Natural intentan hacer que el gobierno peruano reconozca a las mesetas como una Área de Conservación Regional.

## Descripción
Las mesetas llamaron la atención por tener características muy diferente al resto del llano amazónico, al ser rico en Lecythidaceae, Chrysobalanaceae y Clathrotropis; además de contener a una fauna desconocida hasta entonces. Su suelo registra baja cantidad de nutrientes, parecido al de la sierra del Divisor al sur de Loreto.
Los bosques presentes en las mesetas eran bosques de quebrada, bosques inundados y pantanos, restingas antiguas, bosques de colinas bajas y bosques de colinas altas y planas. Las mesetas ocupan casi toda el 336 mil 89 hectáreas de extensión del territorio Maijuna.

## Impacto geológico
El descubrimiento de las mesetas estarían relacionados con otros accidentes geográficos del departamento de Loreto. Como el Arco de Iquitos y la planicie Marañón-Pastaza, que originaría una especie de archipiélago geológico entre Güeppí y Ampiyacu.